# Usina Hidrelétrica de Capivara

### Usina Hidrelétrica Escola de Engenharia Mackenzie

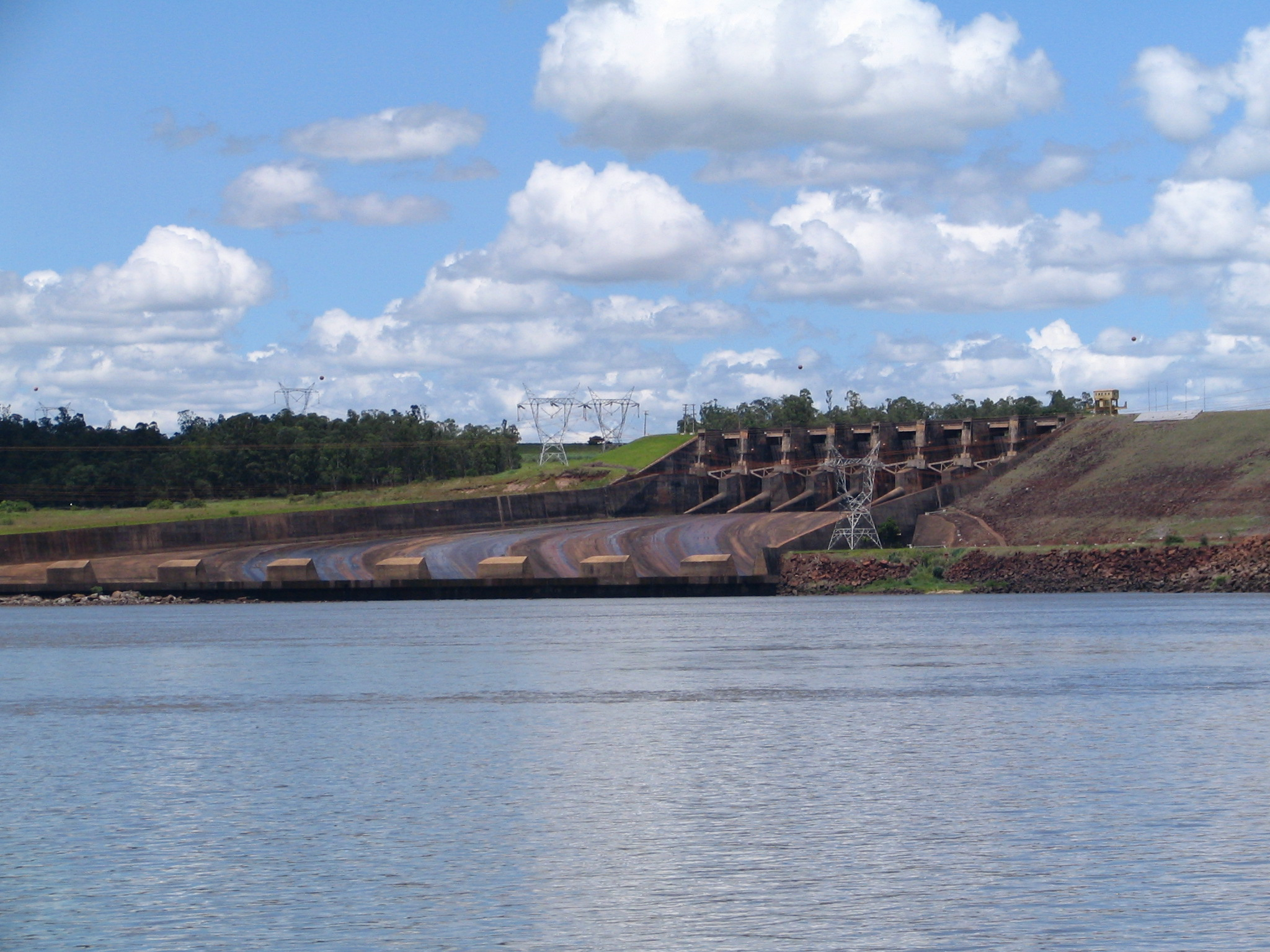
Vertedouro da UHE Capivara visto da margem paranaense do Rio Paranapanema.

Usina Hidrelétrica Escola de Engenharia Mackenzie , ou Usina Hidrelétrica de Capivara, localiza-se no Rio Paranapanema na região de Porto Capim, entre os municípios de Porecatu no estado do Paraná, e Taciba no estado de São Paulo.

## Características
É a maior usina do Rio Paranapanema tanto em termos de produção (619 MW), por meio de quatro turbinas tipo Francis, a partir de um desnível máximo de 50m, quanto em tamanho do lago (576 km²). Construída pela CESP durante a década de 1970, atualmente está sob gerência da empresa Rio Paranapanema Energia S.A., empresa pertencente ao grupo CTG Brasil.
Seu nível nível máximo operacional é de 334 m acima do nível do mar, enquanto que seu nível mínimo operacional é de 321 m acima do nível do mar. 
Segundo o Operador Nacional do Sistema Elétrico (ONS) o lago da Usina Hidrelétrica de Capivara é capaz de armazenar 1,95% do volume represável pelos reservatórios do Sistema Sudeste/Centro Oeste, o que representa 33,56% do armazenamento de água do sub-sistema do Rio Paranapanema Energia.